# Mission—Coquitlam
Mission—Coquitlam est une ancienne circonscription électorale fédérale de la Colombie-Britannique, représentée de 1988 à 1997.
La circonscription de Mission—Coquitlam est créée en 1987 d'une partie de Mission—Port Moody. Abolie en 1997, elle est fusionnée avec une partie de la circonscription de Fraser Valley East pour former Dewdney—Alouette.

## Géographie
En 1976, la circonscription de Mission—Port Moody comprenait:
- Le district régional de Dewdney-Alouette
- Une partie de la municipalité de Coquitlam située à l'est de la rivière Coquitlam
- Une partie de la cité de Port Coquitlam située au nord et à l'est de la voie ferrée du Canadien Pacifique

## Députés
1. 1988-1993 — Joy Langan, NPD
2. 1993-1997 — Daphne Jennings, PR

- NPD = Nouveau Parti démocratique
- PR = Parti réformiste du Canada